# Tour Phare
De Tour Phare (letterlijk: 'vuurtoren') was een geplande wolkenkrabber in de wijk La Défense in Parijs (Frankrijk). Het gebouw zou een hoogte krijgen van 297 meter. Het project was geraamd op zo'n 900 miljoen euro.

## Het ontwerp
De Amerikaanse architect Thom Mayne won de prijsvraag met het ontwerp, gekozen uit tien inzendingen. Andere genomineerden waren onder andere Herzog & de Meuron, Jean Nouvel, Norman Foster en Rem Koolhaas. Thom Mayne vindt dat het ontwerp dynamiek heeft, omdat het gebouw er van iedere kant anders uitziet. De vorm aan de voet van het gebouw is deels terug te voeren op de uitermate complexe voetprint, waar een voetgangersbrug, metro- en treinsporen de funderingsmogelijkheden limiteren. Het hogere deel van de toren is slanker ontworpen om de totale windbelasting en de daaruit resulterende krachten op de toren en de fundering te verminderen.
De eerste negen verdieping zouden bestaan uit de "benen" van de toren, met weinig openbare ruimtes. De lobby op de tiende verdieping zou via roltrappen bereikbaar zijn vanaf een entreepaviljoen op de begane grond. Op deze verdieping was het atrium van circa 50 meter hoogte voorzien. Op de hoogste verdiepingen was ruimte gemaakt voor een bar/restaurant en een uitzichtplatform. Op het allerhoogste niveau zouden turbines een deel van de energievoorziening op zich nemen.
De hoofddraagconstructie van de geplande toren is hybride. Een betonnen kern werkt erin samen met een stalen "diagrid" structuur die achter de gevel is geplaatst. De gevel aan de gewulpte zuidzijde zou worden voorzien van een permanente, externe zonwering. De noordgevel was vrijwel verticaal gedacht, bestaande uit verdiepingshoge glazen panelen.

## Informatie
- Hoogte: ca. 300 meter
- Verdiepingen: 71
- Vloeroppervlak: 150 000 m²
- Start bouw: 2010
- Einde bouw: 2014
- Plaats: La Défense (Parijs)
- Architect: Thom Mayne
- Prijs: 900 miljoen euro

## Trivia
- La Tour Montparnasse is momenteel de hoogste wolkenkrabber van Frankrijk. Hij staat in Parijs en is 210 meter hoog.
- De hoogste toren ter wereld is in 2022 de Burj Khalifa, met een hoogte van 828 meter.
- In Parijs staan tachtig wolkenkrabbers met een hoogte van minstens 100 meter.

## Foto's
- Tour Phare